# EACADES
EACADES (англ. European Association for Clean Air and Dust extraction systems, нім. Europäischer Fachverband für Luftreinhaltung und Entstaubungstechnik) – Європейська Асоціація по очищенню повітря і систем промислової аспірації.
Ця організація є професійною спілкою, внесений в список організацій та спілок 4 квітня 2012 р. в г. Бад Заульгау (Bad Saulgau), Німеччина і діє на всій території Європи.
Завданням союзу є просування наукових знань і досліджень, а також створення платформи для спільних досліджень, поліпшень, навчань та публікацій матеріалів членів спілки, з метою поліпшення захисту персоналу на промислових підприємствах та захисту навколишнього середовища. Для цього завдання союз планує брати активну участь у розробці законопроєктів і промислових норм, які стосуються промислових аспіраційних установок та систем очищення повітря, для внесення в стандарти самої повної технічної інформації. Крім того, союз є незалежним, кваліфікованим експертом і організує мережу експертів, які будуть давати рекомендації і консультації не лише при створенні норм і законодавчих актів у сфері промислової аспірації. Крім того, метою союзу є обмін інформацією та досвідом членів союзу один з одним в рамках спілкування експертів з різних країн.

В рамках асоціації EACADES на виставці Lisderevmash 2012 в вересні 2012 року в Києві був проведений перший безплатний навчальний семінар з питань промислового очищення повітряа. 

При заснуванні президентом союзу був обраний пан Андре Шульте Зюдхофф (Німеччина), віце-президентом пан П'єр Нангіот (Франція) і скарбником - пан Петер Міллер (Німеччина)